# La fila
La fila fue un programa de televisión de concursos, variedades y humor de la televisión colombiana. producido y emitido por Caracol Televisión. Bajo la dirección y producción de Diego Ávila y Roland Maz ellos hacen que este programa sea divertido y lleno de sorpresas,  presentado por Linda Palma y Mario Espitia. Fue cancelado el programa el 19 de septiembre de 2015 debido a su  alto costo.

## Contenido
El programa se caracteriza por tener segmentos de concursos, variedades y humor, al igual que el programa A todo o nada y También caerás. En La Fila, el público tiene la oportunidad de participar en los concursos mediante previa inscripción. El programa nació como un nuevo segmento de Caracol Televisión, para reemplazar a este último, emitido los sábados entre las 17:00 y las 19:00 horas.

## Nominaciones

### Premios Talento Caracol
| Año  | Categoría                         | Resultado |
| ---- | --------------------------------- | --------- |
| 2000 | Mejor Programa de Entretenimiento | Nominada  |

### Premios India catalina
| Año  | Categoría                         | Resultado |
| ---- | --------------------------------- | --------- |
| 2001 | Mejor Programa de Entretenimiento | Nominada  |